# 30 Minutes or Less
30 Minutes or Less è un film del 2011 diretto da Ruben Fleischer.
Interpretato da Jesse Eisenberg, Aziz Ansari e Danny McBride, il film si ispira al caso del rapinatore kamikaze Brian Douglas Wells, fattorino di una pizzeria della Pennsylvania costretto a rapinare una banca con un ordigno esplosivo appeso al collo.

## Trama
Nick, un fattorino che consegna pizze a domicilio, si ritrova immischiato in una rocambolesca e tragicomica avventura, quando viene rapito da due criminali alle prime armi e costretto a rapinare una banca con un ordigno esplosivo legato al petto.

## Produzione
Il film è prodotto dalla Columbia Pictures e finanziato dalla Medienboard Berlin-Brandenburg, tra i produttori del film figura Ben Stiller, che produce la pellicola attraverso la sua società Red Hour Films. Il film è stato girato a Grand Rapids, Michigan, tra luglio e settembre 2010.

## Distribuzione
Il film è stato distribuito nelle sale cinematografiche statunitensi il 12 agosto 2011, con un incasso totale di circa 40 milioni di dollari.
In Italia, il film è stato distribuito a partire dal 25 gennaio 2012, direttamente per il mercato home video.